# Майданпек
Ма̀йданпек (на сръбски: Мајданпек или Majdanpek) е град в Източна Сърбия, намиращ се в планински район. Градът е административен център на община Майданпек и се намира в Борски окръг. Според преброяването на населението през 2011 година Майданпек има 7699 жители, а общината – 16 572 души.
Името на града на български се превежда като Меденпек и произлиза от разработването на медните находища в района.